# Martin Sheridan
Martin John Sheridan (né le 28 mars 1881 à Bohola (en), comté de Mayo et décédé le 27 mars 1918 à New York) est un athlète américain, d'origine irlandaise, polyvalent. Il s'est néanmoins illustré sur les épreuves de lancers et les épreuves de sauts. Entre 1904 et 1908, il remporte 4 médailles olympiques, dont 3 titres, ainsi que deux médailles d'or et trois médailles d'argent aux Jeux intercalaires. 

## Carrière

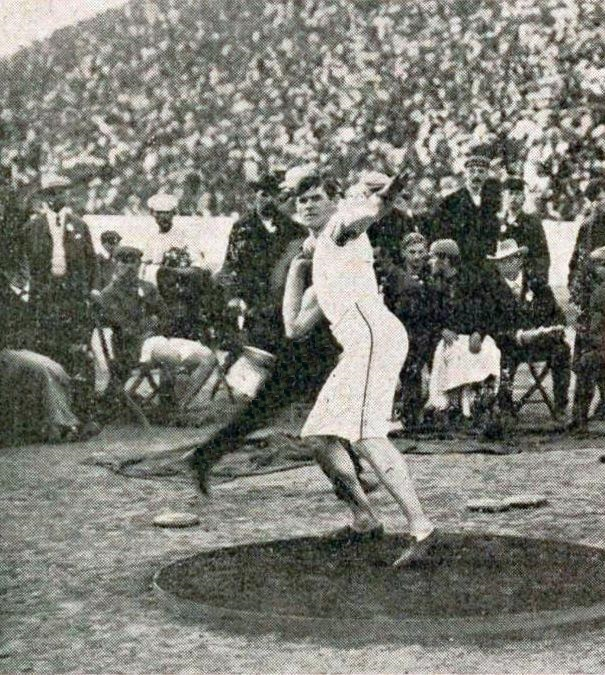
Martin Sheridan lors des Jeux intercalaires.

Martin Sheridan naît le 28 mars 1881 à Bohola (en), dans le comté de Mayo, situé en Irlande. Comme beaucoup de ses compatriotes à cette époque, il entreprend la traversée de l'Atlantique. Il s'installe alors aux États-Unis à une date inconnue. Devenu adulte, il fréquente, sous l'impulsion de son frère aîné Richard, l'Irish American Athletic Club, organisation sportive fondée par des Irlandais dans le Queens de New York. 
En 1904, Sheridan remporte les titres nationaux du lancer du disque et du lancer du poids. Lors des Jeux olympiques de 1904, se déroulant à Saint-Louis, il remporte l'épreuve du lancer du disque en expédiant son engin à 39,28 m, synonyme de record olympique. Au cours de cette olympiade, il termine également à la 4e place du lancer du poids. 
Deux ans plus tard, en 1906, lors des Jeux olympiques intercalaires se déroulant à Athènes, il remporte deux médailles d'or et trois médailles d'argent. Ainsi, il décroche le titre sur le lancer du poids avec 12,32 m et sur le lancer du disque avec 41,46 m, record du monde officieux de la discipline. Il termine également second du saut en longueur sans élan, du saut en hauteur sans élan et du lancer de pierre. Enfin, il échoue au pied du podium de l'épreuve du lancer du disque de style grec et abandonne lors de l'épreuve du pentathlon en raison d'une blessure. 
En 1907, Sheridan a remporté le lancer du disque lors des championnats nationaux de l'Amateur Athletic Union et lors des championnats nationaux canadien. Il réitère cette performance au cours de l'année 1908. Cette même année, il s'aligne sur 5 épreuves lors des Jeux olympiques se déroulant à Londres. A cette occasion, il conserve son titre acquit quatre ans auparavant sur le lancer du disque en lançant à 40,89 m. Il s'empare ensuite de la médaille d'or sur l'épreuve de lancer du disque de style grec. Au saut en longueur sans élan, il décroche une troisième place avec un bond à 3,22 m. Il se classe également 9e de l'épreuve du triple saut et 16e du saut en hauteur sans élan. Au cours de ces Jeux participe également son cousin, James Clark, sur l'épreuve du tir à la corde (sous les couleurs de l'équipe britannique). 
En parallèle de sa carrière sportive, Sheridan a servi au sein des services de police de New York de 1906 jusqu'à sa mort en 1918. Il remplit régulièrement la fonction de garde du corps personnel du gouverneur de l'Etat de New York.
Martin Sheridan meurt au St Vincent's Hospital de Manhattan le 27 mars 1918, la veille de son 37e anniversaire, des suites de la première vague de grippe espagnole. Il fut enterré au cimetière du Calvaire dans le Queens, situé à proximité immédiate de l'Irish American Athletic Club. Le lendemain de son décès, le New York Times lui rend hommage dans un article en le décrivant comme « un des plus grands athlètes que ce pays ait jamais connu » .

## Postérité
On prétend souvent que Sheridan a alimenté une controverse à Londres en 1908, lorsque le porte-drapeau américain Ralph Rose refusa d'incliner le drapeau américain devant la tribune du roi Édouard VII. Sheridan aurait ainsi soutenu et encouragé Rose déclarant que « ce drapeau ne s'incline devant aucune puissance terrestre ». Cette attitude illustrerait à la fois le défi irlandais et américain envers la monarchie britannique. Cependant, des recherches minutieuses ont montré, plus tard, que l'implication de Sheridan dans cette action n'avait été signalée pour la première fois qu'en 1952. Sheridan lui-même ne fit aucune mention de cet évènement dans ses écrits.
En 1988, il est intronisé au Temple de la renommée de l'athlétisme des États-Unis.
Deux des médailles d'or de Martin Sheridan des Jeux Olympiques de 1904 et une de ses médailles des Jeux intercalaires se trouvent actuellement dans le musée de l'USA Track & Field (la fédération américaine), situé à Washington Heights à New York.

## Palmarès
| Date | Compétition        | Lieu        | Résultat | Épreuve                     | Temps   |
| ---- | ------------------ | ----------- | -------- | --------------------------- | ------- |
| 1904 | Jeux olympiques    | Saint-Louis | 1er      | Lancer du disque            | 39,28 m |
| 1904 | Jeux olympiques    | Saint-Louis | 4e       | Lancer du disque            | 12,39 m |
| 1906 | Jeux intercalaires | Athènes     | 2e       | Saut en hauteur sans élan   | 1,40 m  |
| 1906 | Jeux intercalaires | Athènes     | 2e       | Saut en longueur sans élan  | 3,09 m  |
| 1906 | Jeux intercalaires | Athènes     | 1er      | Lancer du poids             | 12,32 m |
| 1906 | Jeux intercalaires | Athènes     | 2e       | Lancer de pierre            | 19,03 m |
| 1906 | Jeux intercalaires | Athènes     | 1er      | Lancer du disque            | 41,46 m |
| 1906 | Jeux intercalaires | Athènes     | 4e       | Lancer du disque style grec | N.C     |
| 1906 | Jeux intercalaires | Athènes     | DNF      | Pentathlon                  | -       |
| 1908 | Jeux olympiques    | Londres     | 16e      | Saut en hauteur sans élan   | 1,37 m  |
| 1908 | Jeux olympiques    | Londres     | 3e       | Saut en longueur sans élan  | 3,22 m  |
| 1908 | Jeux olympiques    | Londres     | 9e       | Triple saut                 | N.C     |
| 1908 | Jeux olympiques    | Londres     | 1er      | Lancer du disque            | 40,89 m |
| 1908 | Jeux olympiques    | Londres     | 1er      | Lancer du disque style grec | 38,00 m |

## Records
| Épreuve          | Performance | Lieu     | Date              |
| ---------------- | ----------- | -------- | ----------------- |
| Triple saut      | 14,21 m     | Boston   | 23 juillet 1905   |
| Lancer du poids  | 14,77 m     | Dublin   | 16 août 1908      |
| Lancer du disque | 43,69 m     | New York | 10 septembre 1905 |